# مئويتان

علم جمهورية الصين الشعبية

علم الحزب الشيوعي الصيني

المئويتان (بالصينية: 两个一百年) هو شعار سياسي يشير إلى الذكرى مئويتين ومجموعة من الأهداف الاقتصادية والسياسية التي طرحها الأمين العام شي جين بينج بعد المؤتمر الوطني الثامن عشر للحزب الشيوعي الصيني الذي عقد في عام 2012. وتصف الحكومة الصينية احتفالات المئويتين بأنها الأساس لتحقيق "الحلم الصيني".  

## خلفية
تشير "المئويتان" إلى مناسبتين لذكرى مرور 100 عام: 
1. الذكرى المئوية لتأسيس الحزب الشيوعي الصيني في عام 1921. وفقًا للخطاب الرسمي للحزب الشيوعي الصيني، [4] سيتم تحقيق مجتمع شياوكانغ في ختام هذه الذكرى المئوية. [5] [6] في حين أن "شياوكانغ" – والتي تعني تقريبًا "المستوى الميسور باعتدال" – هي نظرية مجردة متجذرة في الكونفوشيوسية والأيديولوجية الاشتراكية، فإن الحزب حددها من حيث مضاعفة أرقام دخل الفرد لعام 2010. [7]
2. الذكرى المئوية لتأسيس جمهورية الصين الشعبية في عام 2049، وفي هذه النقطة ستصبح الصين "دولة اشتراكية قوية وديمقراطية ومتحضرة ومتناغمة وحديثة" وفقًا لصحيفة الشعب. [8]

## تاريخ الشعار
تم التعبير عن هذا المفهوم لأول مرة في المؤتمر الخامس عشر للحزب الذي عقد في عام 1997 خلال فترة الأمين العام آنذاك جيانغ زيمين.   وباستثناء التصريحات العرضية في منشورات الحزب، لم تتم مناقشة هذا المفهوم على نطاق واسع مرة أخرى حتى تولى شي زعامة الحزب في عام 2012. ومنذ ذلك الحين، أصبح جزءًا رئيسيًا من شعارات الحزب، التي تُتلى في التقارير الإخبارية، وفي المؤتمرات، وجلسات التدريب لمسؤولي الحزب.  
وبحسب الأكاديمي دينج لو، فإن "ما يسمى بالأهداف المئوية تشكل الأساس لجميع برامج التخطيط الاقتصادي الطويلة الأجل وأجندات السياسة الاقتصادية الكلية المعاصرة في الصين". 

## الأحداث الاحتفالية

### الذكرى المئوية للحزب الشيوعي الصيني (2021)
أقيمت احتفالات مرور مائة عام على تأسيس الحزب الشيوعي الصيني (بالصينية: 中国共产党成立100周年庆祝活动)، أو الذكرى المئوية للحزب الشيوعي الصيني (بالصينية: 中国共产党成立一百周年)، في 1 يوليو 2021. ألقى الأمين العام للحزب الشيوعي الصيني شي جين بينج خطابًا أعلن فيه على وجه التحديد تحقيق الهدف الأول للذكرى المئوية. 
كما أقيم في وقت سابق عرض فني بعنوان "الرحلة الكبرى" في ملعب بكين الوطني بمناسبة الذكرى المئوية لتأسيس الحزب الشيوعي الصيني في 28 يونيو. وقد بُث لاحقًا بواسطة مجموعة الصين الإعلامية في مساء يوم 1 يوليو 2021. 

### الذكرى المئوية لتأسيس جمهورية الصين الشعبية (2049)
الذكرى المئوية لتأسيس جمهورية الصين الشعبية (بالصينية: 中华人民共和国成立100周年)، أو الذكرى المئوية لجمهورية الصين الشعبية (الصينية: 中华人民共和国成立一百周年) من المتوقع أن تصادف في 1 أكتوبر 2049، اليوم الوطني لجمهورية الصين الشعبية. 

## الاستجابات
اقترح أحد كتاب الأعمدة في صحيفة الدبلوماسي أن التركيز الذي أبداه شي على هذه الأهداف يوفر معايير تقييم موضوعية لأداء الحزب الشيوعي الصيني وأن تحقيق هذه الأهداف سيكون بمثابة اختبار رئيسي لشرعية حكم الحزب الشيوعي الصيني في البلاد. 